# Puiseux-Pontoise
Puiseux-Pontoise è un comune francese di 478 abitanti situato nel dipartimento della Val-d'Oise nella regione dell'Île-de-France.

## Società

### Evoluzione demografica
Abitanti censiti